# Micromelerpeton
Micromelerpeton is een geslacht van uitgestorven dissorophoïde temnospondyle Batrachomorpha (basale 'amfibieën') binnen de familie Micromelerpetontidae, dat tijdens het vroege Perm leefde in het gebied van het huidige Duitsland en Frankrijk.

## Naamgeving en vondsten
In 1926 benoemden en beschreven Oliver Bulman en Walter Frederick Whittard de typesoort Micromelerpeton credneri. De geslachtsnaam is afgeleid van het Oudgrieks μικρός, mikros, 'klein', μέλος, melos, 'ledemaat', en ἑρπετόν, herpeton, 'kruipend dier' en betekent dus 'kruipend dier met kleine poten'. De soortaanduiding eert de paleontoloog Hermann Credner.
Bulman en Whittard baseerden hun naam op een groot aantal syntypen. In 1995 koos Jürgen Boy daaruit het lectotype DMSWC-T16. Het bestaat uit een schedel met fragmentarisch skelet gevonden bij Odernheim am Glan in het Saar-Nahebekken van Rijnland-Palts in lagen van het onderste Rotliegend, daterend uit het Vroeg-Perm, het Asselien, ongeveer 297 miljoen jaar oud. Micromelerpeton wordt veel gevonden in diepere meerafzettingen, in zwarte schalie met een variabel gehalte aan bitumen. Deze meren hadden een anoxische bodem waardoor de fossielen vaak goed bewaard gebleven zijn, soms met omzettingsresten van de weke delen.
De fossielen van Micromelerpeton bestaan uit kleine dieren, vaak nog met kieuwen. In het midden van de twintigste eeuw werd daarom, onder invloed van een publicatie van Alfred Romer uit 1932, vaak gedacht dat het bij zulke vormen, vaak Branchiosauridae genoemd, om larven ging van grote Eryopoidae. M. credneri werd ook wel aangeduid als Branchiosaurus credneri. In 1972 maakte Boy duidelijk dat het ging om een geval van neotenie en zag men het taxon weer als geldig.
In 1994 benoemde Daniel Heyler een tweede soort: Micromelerpeton? boyi, op basis van Frans materiaal uit het Autunbekken. Het vraagteken duidt aan dat hij niet geheel zeker was van de plaatsing.
In 2002 benoemde Boy een derde soort: Micromelerpeton ulmetense, ook uit het Saar-Nahebekken.

## Beschrijving
Micromelerpeton was een 'amfibie' in de zin dat het een viervoeter was met een zwemmende levensfase gedurende welke met kieuwen geademd werd. Afhankelijk van de precieze herkomst zijn de exemplaren in drie morfotypen in te delen, welke verschillen in grootte en de mate van rijping. Kennelijk groeide Micromelerpeton al naargelang de ecologische omstandigheden wel of niet uit tot een dier dat in staat was op het land te leven. De grootste bekende individuen werden enkele tientallen centimeters lang.

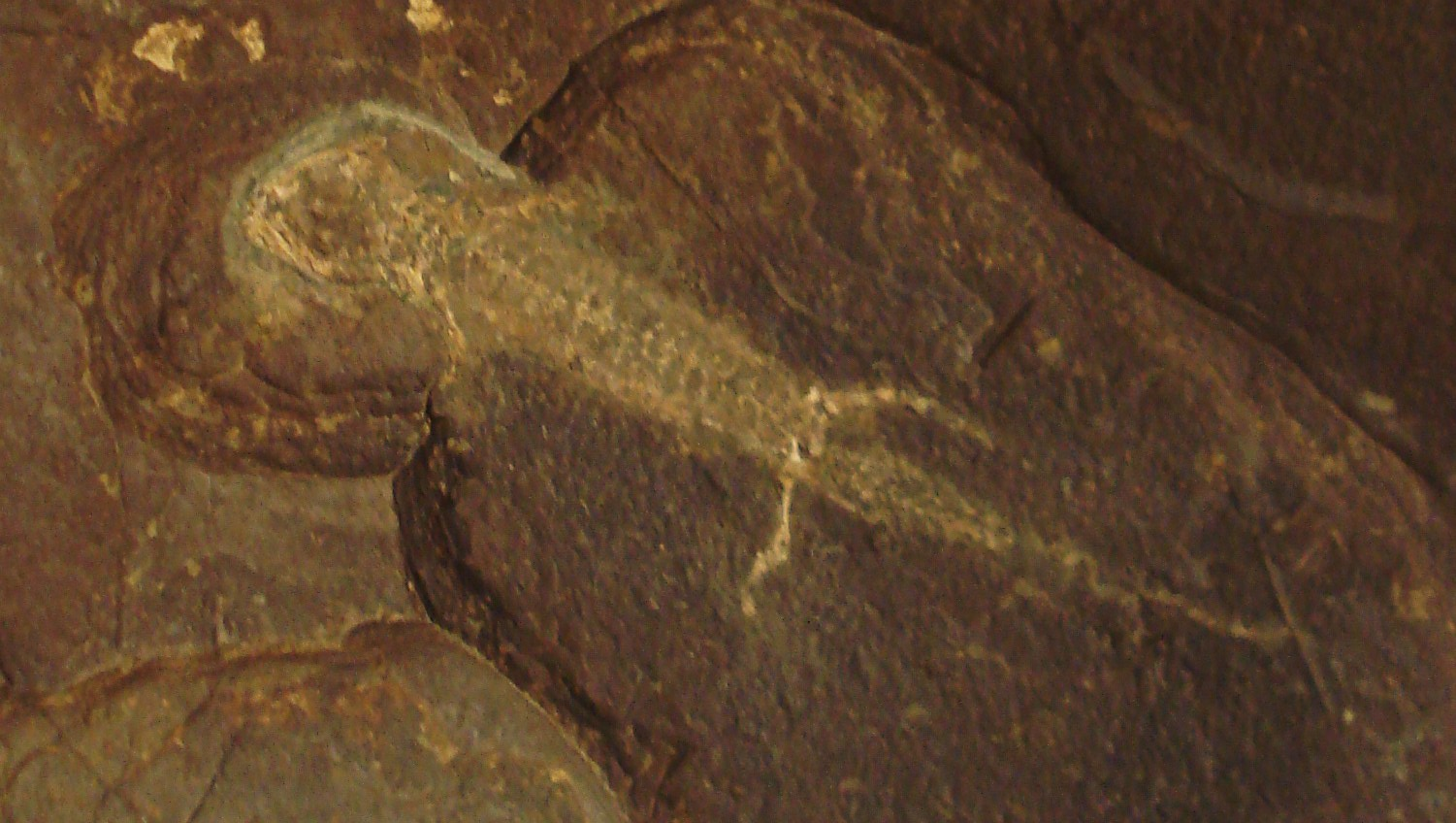
Kleinere individuen hadden een stompere snuit

Micromelerpeton heeft een grote platte kop. De snuit is vooraan afgerond, vooral bij kleinere dieren. Deze bouw is nuttig voor een 'zuigende' voedselopneming. De achterkant van de schedel loopt aan de zijkanten uit in twee 'hoorns'. De bovenkant van de schedel bestaat uit een mozaïek van botjes. Die zijn vaak sterk geornamenteerd, een larvekenmerk dat weer een aanwijzing vormt voor neotenie. De rand van de kaken is bezet met korte kegelvormige tandjes. Bij de grootste exemplaren zijn de tanden van het voorste snuitbot, de praemaxilla, labyrintodont: ze hebben een geplooide interne structuur. De ogen zijn erg groot voor een zwemmende vorm, zoals blijkt uit grote ovale oogkassen met daarin grote scleraalringen. In het schedeldak bevindt zich een gat voor een centraal parietaaloog.
Achter de kop zijn soms de resten zichtbaar van de getande beenplaten van de onderste kieuwbogen, de hyobranchialia. Zulke platen zijn oorspronkelijk voor alle vissen met kaken, de Gnathostomata, en of ze nog een speciale functie hadden bij Micromelerpeton, bijvoorbeeld voor het filteren van voedseldeeltjes, is onbekend. De hyobranchialia waren hoogstwaarschijnlijk verbonden met hoger gelegen ceratobranchialia van kraakbeen.
De voorste borst wordt bedekt door een fors centraal interclaviculare met aan weerszijden de sleutelbeenderen. De romp loopt daarachter taps toe om te eindigen in een vrij korte staart, die een bovenste vin droeg, die bij sommige fossielen als een contour zichtbaar is. Het schaambeen is onbekend doordat het niet verbeende. Zoals de geslachtsnaam al aangeeft, zijn de poten nogal klein. Ook de polsbeenderen en enkelbeenderen verbeenden niet. De formule van de vingerkootjes is 2-2-3-3 en van de teenkootjes 2-2-3-4-3.

## Fylogenie
In het begin van de twintigste eeuw werden larveachtige vormen als Micromelerpeton ondergebracht in een eigen orde Phyllospondyli. Boy maakte in 1972 van de valide soorten daaronder twee families: de Micromelerpetontidae en de Branchiosauridae. Micromelerpeton bevindt zich in de Micromelerpetontidae met verwante vormen als Limnogyrinus en Branchierpeton. De plaatsing van deze groep is omstreden. Misschien zijn de Temnospondyli een onnatuurlijke groep, een reeks opeenvolgende afsplitsingen in de basale Tetrapoda. Wellicht staan de Micromelerpontidae dan onder in de tak die naar de Dissorophoidea voert. Rainer Schoch definieerde in 2013 de Dissorophoidea zo dat Micromelerpeton er per definitie lid van was. Ze zouden dan basale kenmerken tonen zoals een lang schedeldak, een kort opperarmbeen, lange ribben, het bezit van een intertemporale en een groot aantal ruggenwervels. Een nauwe verwantschap met de Branchiosauridae verwierp hij. Het kan ook zijn dat de Temnospondyli een echte klade vormen, een monofyletische afstammingsgroep. Volgens sommige exacte kladistische analyses staan in dat geval de Micromelerpetontidae zeer basaal in de Temnospondyli of vormen daar de directe zustergroep van.

## Levenswijze
Micromelerpeton was een roofdier dat zijn prooi verschalkte door snel zijn muil te openen en zijn slachtoffer zo naar binnen te zuigen. Bij jonge dieren is het erg waarschijnlijk dat de kieuwbogen nog niet gesloten waren en het water ging dan via de mondholte weer via de kieuwen naar buiten. Kleinere voedseldeeltjes konden dan door de vier rijen tanden op de hyobranchialia eruit gezeefd worden. De tanden grijpen niet in elkaar. Ze zijn te kort en staan te ver uit elkaar dat fytoplankton gezeefd kon worden maar wat groter zoöplankton kon het ontsnappen verhinderd worden of er zelfs op gespietst zijn. De meeste volwassen moderne salamanders, die overigens niet heel nauw verwant zijn, hebben gesloten kieuwbogen en moeten het water dus weer via de mond naar buiten werken, wat minder effectief is. Bij oudere exemplaren van Micromelerpeton werd de muil langwerpiger en konden extra grote prooien genomen worden; het is niet zeker of in deze fase de kieuwbogen sloten en het is zelfs mogelijk dat na sluiting weer één of meerdere bogen heropend werden zoals bij sommige huidige amfibieën.
Bij grotere dieren namen ook de squamosa van het achterhoofd extra in grootte toe. Aangezien deze de aanhechting waren voor de Musculus adductor mandibulae externus en de Musculus adductor mandibulae posterior, de spieren die de kaken sloten, is dit een aanwijzing dat grotere spartelende prooi gegeten werd. Ook hierbij waren de tandjes op de kieuwboog mogelijk van nut: ze dwongen dan de prooi de slokdarm in en verhinderden beschadigingen van de buitenste kieuwen. Het is mogelijk dat ondanks het bezit van vier kieuwbogen er maar drie externe kieuwen per zijde waren, een patroon dat veel moderne amfibieën tonen.
De schedelelementen van Micromelerpeton waren al in een vroege larvefase sterk verbeend. Dat geen larven met een schedel korter dan zes millimeter bekend zijn, komt vermoedelijk doordat die dicht aan de oever leefden, waar fossilisering onwaarschijnlijk was. De voorpoten verbeenden eerder dan de achterpoten, wellicht omdat de larven de eerste gebruikten om over de bodem lopen.
De grootste bekende exemplaren van Micromelerpeton, met een schedellengte van boven de drie centimeter, hebben alle trekken die bij huidige amfibieën de inleiding zijn van de metamorfose naar een landbewonend dier. Zo worden de ogen groter — en puilden vermoedelijk uit, ontwikkelden zich bovenste ooglidbotjes en dus kennelijk ook beweegbare oogleden, opende zich een kanaal tussen het neusbeen en het traanbeen voor een klier om het neusepitheel te bevochtigen, en worden de externe kieuwen aanzienlijk kleiner. Deze veranderingen doen zich echter niet snel en gelijktijdig voor maar geleidelijk en in een mozaïekpatroon. Dit zou er op kunnen duiden dat de transformatie nooit geheel voltooid werd en slechts uitstapjes op het land werden gemaakt. Een heel groot exemplaar met een schedellengte van zevenenveertig millimeter toonde echter geen kieuwen meer en had een volledig verbeende schoudergordel.
Veel exemplaren van Micromelerpeton hebben extra vingers, tenen of kootjes. Vingers en tenen kunnen ook gespleten zijn of op vreemde plekken op de hand en voet voorkomen. Een studie uit 2014 verklaarde dit als een gevolg van regeneratie van verloren en beschadigde ledematen. De huidige salamanders hebben van alle bekende Tetrapoda het sterkste regeneratievermogen en zijn ook op volwassen leeftijd in staat nieuwe ledematen, staarten, ogen of zelfs harten te laten groeien. De onderzoekers zagen de afwijkingen bij tamelijk grote fossielen van Micromelerpeton als een aanwijzing dat een dergelijk vermogen zich al driehonderd miljoen jaar geleden bij de amfibieën had ontwikkeld. Het patroon van afwijkingen leek op dat van salamanders bij welke op volwassen leeftijd een poot was afgebeten of verwond. De meeste basale vissen hebben een zo sterk vermogen niet en bij de Amniota is de regeneratie beperkt tot de toppen van de vingers. Dit gegeven zou een aanwijzing kunnen zijn dat de huidige amfibieën, de Lissamphibia, Temnospondyli zijn.